# Pseudopammene fagivora
Pseudopammene fagivora är en fjärilsart som beskrevs av Komai 1980. Pseudopammene fagivora ingår i släktet Pseudopammene och familjen vecklare. Inga underarter finns listade i Catalogue of Life.